# Shin Boo-young
Meister Shin Boo-young (* 1944 in Pusan, Südkorea; 9. Dan)- Schüler von Hwang Ki – war Gründer und Leiter der ehemaligen Zentralschule für Moo-Duk Kwan Taekwondo in Europa.
Shin wurde 1944 in Busan geboren. 1957 trat er in die dortige Moo Duk Kwan-Taekwondoschule von Hwang Ki ein.
Als Bergbauarbeiter kam er 1970 nach Deutschland und übernahm dort von Kwon Jae-hwa den Aufbau der deutschen Nationalmannschaft, als dieser in die USA ging, und war von 1972 bis 1975 deren Trainer.
1973 gründete Shin Sportschulen in den dänischen Städten Ballerup, Kopenhagen, Køge, Midtdjurs und Sonderburg. 1975 wurde er Mitglied des technischen Komitees im Kukkiwon, Korea.
1976 gründete Shin seine eigene Sportschule in Hamburg. An der Universität Jentschi legte er 1997 sein Staatsexamen in Traditioneller Chinesischer Medizin (TCM) ab. 2004 wurde er Vorstandsvorsitzender des koreanischen Vereins Hamburg.
Seit 2011 ist er zugelassener Heilpraktiker.

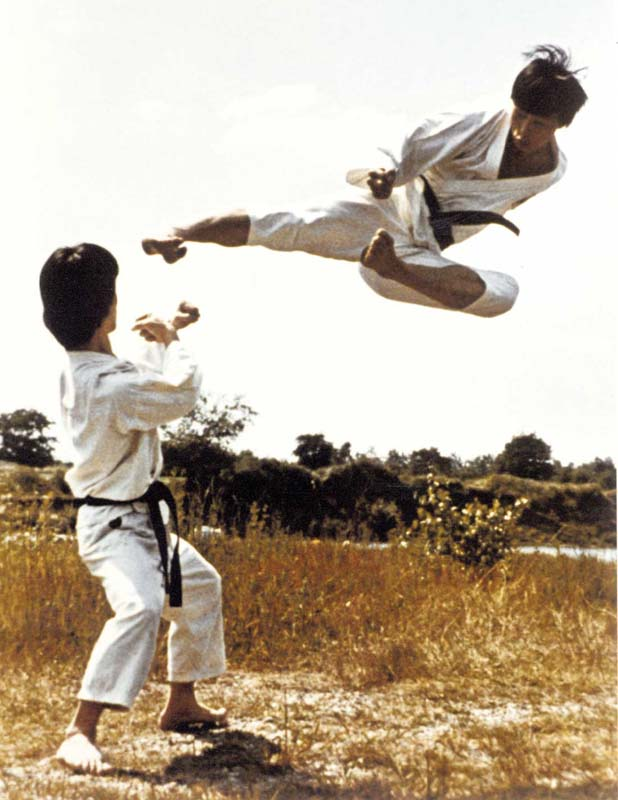
Shin Boo-young Tymyo Yop Chagi 1978 Hamburg Stadtpark